# Philippe Mexès
Philippe Mexès (* 30. března 1982 Toulouse, Francie) je bývalý francouzský fotbalový obránce. Za svoji 17letou fotbalovou kariéru hrál za tři kluby a také za národní tým Francie.

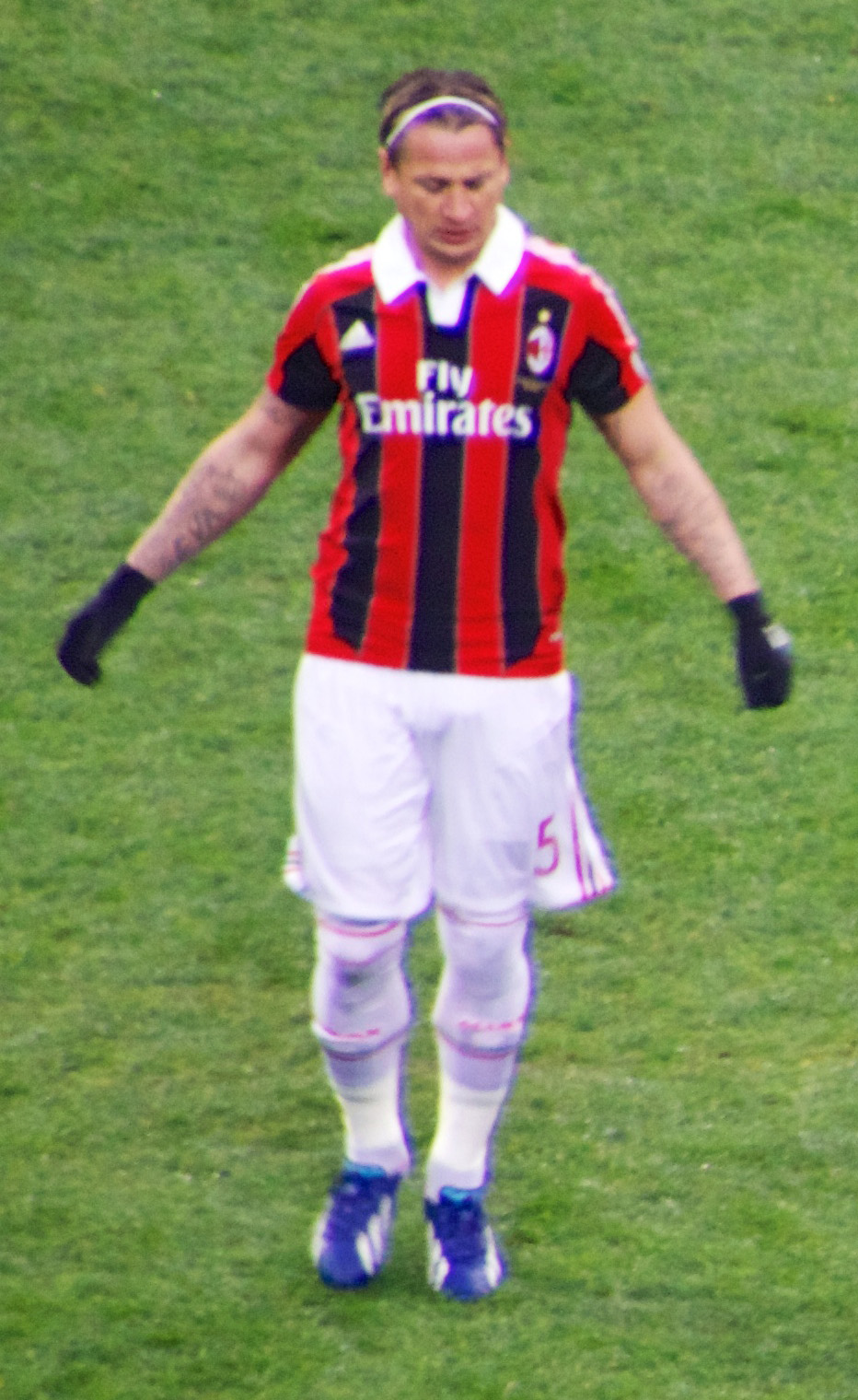
Philippe Mexès v dresu AC Milán.

## Přestupy
- z Auxerre do Řím za 7 000 000 Euro
- z Řím do Milán zadarmo

## Kariéra

### Klubová

#### Auxerre
Philippe Mexes začal hrát fotbal ve svém rodném městě Toulouse. Vrcholový fotbal zažil v dresu AJ Auxerre, kam přestoupil v roce 1997. Svůj debut v 1. lize oslavil v 17 letech 10. 11. 1999 doma proti Troyes (1:0). První gól vstřelil 8. 12. 1999 proti Monaku. V Lize mistrů se poprvé objevil v sezoně 2002/03.

#### Řím
V srpnu 2004 byl v týmu AS Řím vybrán na post sportovního ředitele Franco Baldini. Ten se rozhodl prodat do Realu Madrid Waltera Samuela a koupit místo něj nejtalentovanějšího obránce hrajícího v Evropě.
Ze strany Říma přišla nabídka na 4 roky a Philippe Mexes ji podepsal. AJ Auxerre se však obrátilo na orgány UEFA s tím, že Mexes má s klubem ještě podepsaný kontrakt, takže přestup byl pozastaven. Později byla blokace zrušena a Philippe Mexes odehrál debut v Serii A 12. 9. 2004 proti Fiorentině. Od února do dubna 2005 měl zákaz činnosti a nakonec klub z Říma musel zaplatit odstupné 7 000 000 eur.
Po těžké první sezoně začal v té nové na lavičce. Římu byla zastavena činnost v oblasti nákupu a podepisování hráčů za pochybení ohledně přestupu Mexese, ale trvalo to jen několik týdnů. V sezoně stihl odehrát 27 zápasů, zahrál si finále Coppa Italia a díky korupci velkoklubů se posunul s týmem na 2. místo v tabulce a tím si zajistil Ligu mistrů. V Lize mistrů došel do čtvrtfinále, vytvořil v Serii A s Cristianem Chivu stabilní dvojici v obraně a na konci sezony slavil zisk Coppa Italia. V sezoně 2006/07 došel opět v Lize mistrů do čtvrtfinále a v lize bojoval o titul, což se nezdařilo. Útěchu měl alespoň v obhajobě Coppa Italia. Poslední zápas za AS Řím odehrál 3. 4. 2011 proti Juventusu. Ze hřiště byl odnesen na nosítkách, v nemocnici pak zjistili, že má poškozený vaz.

#### Milán
Dne 10.5. 2011 se Philippe po vypršení smlouvy rozhodl podepsat novou, nyní s týmem AC Milán . První zápas odehrál teprve 26.10. 2011 proti Parmě (4:1).
19. května 2013 v posledním kole Serie A 2012/13 gólem z 87. minuty zajistil Milánu vítězství 2:1 proti domácí Sieně, AC si se 72 body pojistilo třetí místo a postup do předkola Ligy mistrů na úkor dotírající Fiorentiny.
Poslední zápas odehrál s kapitánskou páskou proti AS Řím (1:3) 14. května 2016 .
Po sezoně 2015/16 mu nebyla prodloužena smlouva. Po neúspěšných jednání s ostatními kluby ukončil kariéru.

### Reprezentační
Philippe Mexes byl členem francouzských mládežnických výběrů, hrával za U18 a poté za U21. Zúčastnil se Mistrovství Evropy hráčů do 21 let v roce 2002 ve Švýcarsku, kde Francie podlehla ve finále české jedenadvacítce v penaltovém rozstřelu a získala stříbro.
První zápas za A-tým odehrál 16. října 2002 proti Maltě. Podílel se na vítězství na Konfederačním poháru v roce 2003. Po MS 2010 se dostává do základní sestavy a trenér Laurent Blanc mu svěřuje kapitánskou pásku. První gól vstřelil 25. března 2011 proti Lucembursku.

#### Mistrovství Evropy 2012
Na EURU 2012 konaném v Polsku a na Ukrajině postoupila Francie se 4 body ze druhého místa do čtvrtfinále. Mexès odehrál všechna tři utkání v základní skupině D postupně proti Anglii (1:1), Ukrajině (výhra 2:0) a Švédsku (prohra 0:2). Ve čtvrtfinále 23. června Francie prohrála s největším favoritem turnaje Španělskem 0:2, Philippe do zápasu nenastoupil (byl v jednozápasovém trestu za dvě obdržené karty ve skupině).

## Statistiky

### Klubové
| Sezóna            | Klub              | Liga              | Liga   | Liga | Ligové poháry | Ligové poháry | Ligové poháry | Kontinentální poháry | Kontinentální poháry | Kontinentální poháry | Celkem | Celkem |
| Sezóna            | Klub              | Soutěž            | Zápasy | Góly | Soutěž        | Zápasy        | Góly          | Soutěž               | Zápasy               | Góly                 | Zápasy | Góly   |
| ----------------- | ----------------- | ----------------- | ------ | ---- | ------------- | ------------- | ------------- | -------------------- | -------------------- | -------------------- | ------ | ------ |
| 1999/00           | Auxerre           | Ligue 1           | 5      | 0    | FP+FLP        | 1+0           | 0+0           | -                    | 0                    | 0                    | 6      | 0      |
| 2000/01           | Auxerre           | Ligue 1           | 32     | 0    | FP+FLP        | 2+2           | 0+0           | Int.                 | 3                    | 0                    | 39     | 0      |
| 2001/02           | Auxerre           | Ligue 1           | 30     | 3    | FP+FLP        | 1+1           | 0+0           | -                    | 0                    | 0                    | 32     | 3      |
| 2002/03           | Auxerre           | Ligue 1           | 34     | 1    | FP+FLP        | 4+0           | 0+0           | LM+PU                | 7+4                  | 0+0                  | 49     | 1      |
| 2003/04           | Auxerre           | Ligue 1           | 32     | 3    | FP+FLP+FS     | 3+4+1         | 0+1+0         | PU                   | 5                    | 0                    | 45     | 4      |
| Celkem za Auxerre | Celkem za Auxerre | Celkem za Auxerre | 133    | 7    | -             | 19            | 1             | -                    | 19                   | 0                    | 171    | 8      |
| 2004/05           | Řím               | Serie A           | 28     | 0    | IP            | 6             | 1             | LM                   | 3                    | 0                    | 37     | 1      |
| 2005/06           | Řím               | Serie A           | 27     | 3    | IP            | 7             | 0             | PU                   | 9                    | 0                    | 43     | 3      |
| 2006/07           | Řím               | Serie A           | 27     | 3    | IP+IS         | 6+1           | 0+0           | LM                   | 7                    | 0                    | 41     | 3      |
| 2007/08           | Řím               | Serie A           | 31     | 1    | IP+IS         | 4+1           | 1+0           | LM                   | 9                    | 0                    | 45     | 2      |
| 2008/09           | Řím               | Serie A           | 29     | 2    | IP+IS         | 2+1           | 0+0           | LM                   | 6                    | 0                    | 38     | 2      |
| 2009/10           | Řím               | Serie A           | 19     | 1    | IP            | 4             | 1             | EL                   | 9                    | 0                    | 32     | 2      |
| 2010/11           | Řím               | Serie A           | 22     | 1    | IP+IS         | 2+1           | 0+0           | LM                   | 6                    | 1                    | 32     | 2      |
| Celkem za Řím     | Celkem za Řím     | Celkem za Řím     | 183    | 11   | -             | 35            | 3             | -                    | 49                   | 1                    | 267    | 15     |
| 2011/12           | Milán             | Serie A           | 14     | 0    | IP+IS         | 4+0           | 0+0           | LM                   | 6                    | 0                    | 24     | 0      |
| 2012/13           | Milán             | Serie A           | 25     | 1    | IP            | 1             | 0             | LM                   | 6                    | 1                    | 32     | 2      |
| 2013/14           | Milán             | Serie A           | 22     | 2    | IP            | 2             | 0             | LM                   | 7                    | 0                    | 31     | 2      |
| 2014/15           | Milán             | Serie A           | 20     | 2    | IP            | 0             | 0             | -                    | 0                    | 0                    | 20     | 2      |
| 2015/16           | Milán             | Serie A           | 5      | 1    | IP            | 2             | 0             | -                    | 0                    | 0                    | 7      | 1      |
| Celkem za Milán   | Celkem za Milán   | Celkem za Milán   | 86     | 6    | -             | 9             | 0             | -                    | 19                   | 1                    | 114    | 7      |
| Celkově           | Celkově           | Celkově           | 402    | 24   | -             | 63            | 4             | -                    | 87                   | 2                    | 552    | 30     |

### Reprezentační

#### Statistika na velkých turnajích
| Reprezentace | Rok     | Zápasy             | Zápasy | Zápasy   | Zápasy           | Zápasy           | Zápasy   |
| Reprezentace | Rok     | Fáze turnaje       | Datum  | Soupeř   | Odehraných minut | Vstřelené branky | Výsledek |
| ------------ | ------- | ------------------ | ------ | -------- | ---------------- | ---------------- | -------- |
| Francie      | ME 2012 | 1 zápas ve skupině | 11. 6. | Anglie   | 90               | 0                | 1:1      |
| Francie      | ME 2012 | 2 zápas ve skupině | 15. 6. | Ukrajina | 90               | 0                | 2:0      |
| Francie      | ME 2012 | 3 zápas ve skupině | 19. 6. | Švédsko  | 90               | 0                | 0:2      |

#### Reprezentační branka
| Gól | Datum       | Stadion                                    | Soupeř      | Skóre | Výsledek | Soutěž           |
| --- | ----------- | ------------------------------------------ | ----------- | ----- | -------- | ---------------- |
| 010 | 25. 3. 2011 | Stade Josy Barthel, Lucemburk, Lucembursko | Lucembursko | 0:1   | 0:2      | Přátelské utkání |

## Úspěchy

### Klubové

#### Národní
- vítěz francouzského poháru (1x)

Auxerre: 2002/03
- vítěz italského poháru (2x)

Řím: 2006/07, 2007/08
- vítěz italského superpoháru (2x)

Řím: 2007

Milán: 2011

### Reprezentační
- 1× na ME (2012)
- 1× na Konfederačním poháru (2003)
- 1× na MS U20 (2001)
- 1× na ME U21 (2002 – stříbro)

### Individuální
- 1× talent roku (2000)
- 1x All Stars Team ligy (2002/03)